# Thomasine Gyllembourg
Thomasine Christine Gyllembourg-Ehrensvärd (née Buntzen le 9 novembre 1773 ; morte le 2 juillet 1856) était une écrivaine danoise.

## Biographie
Thomasine Gyllembourg épousa Peter Andreas Heiberg lorsqu'elle avait 16 ans et de leur union naquit le futur poète Johan Ludvig Heiberg. En 1800, son mari fut exilé pour des raisons politiques et elle obtint le divorce. Elle se maria l'année suivante avec le baron suédois Carl Fredrik Ehrensvärd (en), lui aussi un fugitif, à la suite de son implication dans l'assassinat de Gustave III de Suède. Il avait pris le nom Gyllembourg car sa mère venait de la famille Gyllenborg (sv). Il mourut en 1815.
En 1822, Thomasine Gyllembourg suivit son fils à Kiel, où il avait été nommé professeur. Trois ans plus tard, ils retournèrent à Copenhague où elle fut éditée pour la première fois en 1827 : elle publia anonymement La Famille Polonius dans le journal de son fils, le Flyvende Post. Elle publia ensuite, dans ce même journal, La Clé magique et Une Histoire de tous les jours. Le succès de cette dernière œuvre fut si grand qu'elle adopta le nom de l'auteur d'Une Histoire de tous les jours
En 1833 et 1834, elle publia trois volumes de Vieux et nouveaux romans suivis, en 1835 et 1836, de Nouvelles histoires. En 1837, elle publia deux romans, Montanus le Jeune et Nisida.
Ce n'est qu'après sa mort que le public sut que c'était elle l'auteure de ces œuvres.
Thomasine Gyllembourg est inhumée au Cimetière Holmens.

## Œuvres
- Familien Polonius (1827)
- En Hverdags-Historie (1828)
- Den magiske Nøgle (1830)
- Kong Hjort (1830)
- Slægtskab og Djævelskab (1830)
- Den lille Karen (1830)
- Sproglæreren (1831)
- Magt og List (1831)
- Fregatskibet Svanen (1831)
- Drøm og Virkelighed (1833)
- Mesalliance (1833)
- De Forlovede (1834)
- Findeløn (1834)
- De lyse Nætter (1834)
- Ægtestand (1835)
- En Episode (1835)
- Extremerne (1835)
- Jøden (1836)
- Hvidkappen (1836)
- Montanus den Yngre (1837)
- Nisida (1837)
- Maria (1839)
- Een i Alle (1840)
- Nær og fjern (1841)
- Jens Drabelig (1841)
- En Brevvexling (1843)
- Korsveien (1844)
- Castor og Pollux (1844)
- T'o Tidsaldre (1845)

## Galerie

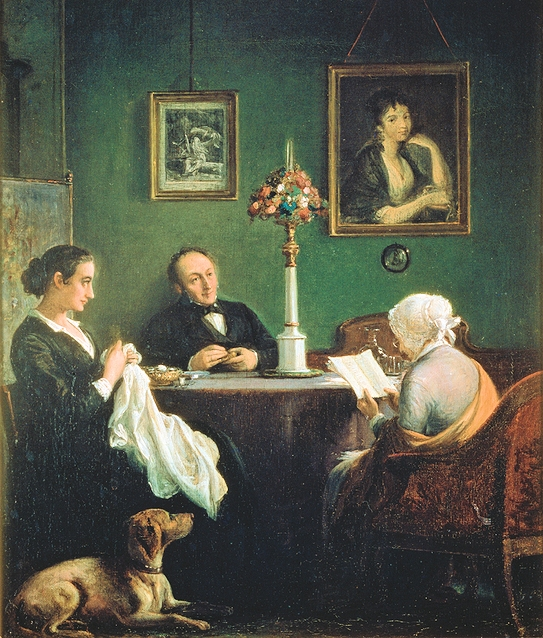
Johanne Luise Heiberg, Johan Ludvig Heiberg et Thomasine Gyllembourg. Wilhelm Marstrand, 1870